# Édouard Grammont
Pour les articles homonymes, voir Grammont.
Pas d'image ? Cliquez ici
Édouard Grammont, dit « Eddoura », est un aviateur et pilote de courses automobile et  motocycliste né à Pont-de-Chéruy le 30 janvier 1906 et décédé accidentellement à Grenoble le 10 août 1930 sur le circuit du Dauphiné.

## Biographie
Né à Pont-de-Chéruy le 30 janvier 1906, Édouard Grammont est le fils de l'industriel Alexandre Grammont et lointain parent de la copilote navigatrice Michèle Espinosi-Petit (Biche) (1948-).
C'est grâce à la motocyclette qu'Édouard Grammont dit « Eddoura » remporte ses premiers succès en course pour la firme Koehler Escoffier.
Alors qu'il était en tête de la course et détenteur du record du tour, il meurt le 10 août 1930 d'un accident sur le circuit du Dauphiné après 22 tours. Il courait sur une Bugatti Type 35 immatriculée 7466 PF1 (numéro de chassis 4920, numéro de commande 318 et moteur n° 166).
Une stèle est érigée à Grenoble, au 126 Avenue Jean-Perrot, sur les lieux de son accident.

## Palmarès

### Palmarès en moto
- 3e du 13e Grand Prix de Lyon à Lyon, circuit de Saint-André-de-Corcy (environ 15 km), le 10 mai 1923  sur Koehler-Escoffier 500[6]
- 3e du Grand Prix du M.C à Marseille, Circuit d'Aubagne-Gémenos (6,987 km), le 17 juin 1923 sur Koehler-Escoffier 500[6]
- 3e du 14e Grand Prix de Lyon, Circuit de Saint-André-de-Corcy (environ 15 km), le 29 mai 1924 sur Koehler-Escoffier 750[7]
- 1er de la course de côte de Laffrey, le 13 juillet 1924, sur Koehler-Escoffier 500[8]
- 2e de la course de côte de Laffrey, le 16 août 1925 sur Koehler-Escoffier 750
- 2e de la course de côte Limonest - Mont Verdun, le 12 juin 1927 sur Koehler-Escoffier 750[9]
- 1er de la course de côte de Planfoy, au-dessus de Saint-Étienne, le 19 juin 1927, sur Koehler-Escoffier 1000[10]
- 1er de la course de côte de Gaillon, le 11 septembre 1927, sur Koehler-Escoffier 1000, à 118 km/h de moyenne[11],[12]
- 2e de la course de côte de Gaillon, le 30 septembre 1928, sur Koehler-Escoffier 1000, à 131 km/h de moyenne[13]
- 1er de la course de côte de Gaillon, le 30 septembre 1929 sur Koehler-Escoffier 1000, à 130 km/h de moyenne[13]
- 1er de la course de côte de Laffrey, en 1929, sur Koehler-Escoffier 1000, à 150 km/h de moyenne[13] record invaincu jusqu'en 1949 par une Norton Minx

### Palmarès en voiture
- Victoire lors de la course de côte de la Baraque (Puy de Dôme) sur Bugatti 35C (chassis n°4920)[14], le 20 juillet 1930[15]
- Abandon après 26 tours sur le Grand Prix automobile de Lyon (Quincieux): Bugatti 35C, le 9 juin 1930[16]